# Rádio Portimão
A Rádio Portimão é uma estação emissora de radiodifusão local, emitindo em 106,5 MHz, com 400 W, cujo alvará foi atribuído à Código Suplente, Lda para o concelho de Portimão (Distrito de Faro).
Antecede nesta frequência a Rádio Barlavento e a Rádio Costa d'Oiro.

## História
Após o processo de regularização do espectro radiofónico português em 1988, o Barlavento - Semanário Regional do Algarve ficou titular, desde 22 de Maio de 1989, da licença para o exercício da actividade de radiodifusão para cobertura local, na frequência 106.5 MHz.
Em 1994 foi autorizada a transmissão do alvará da "Barlavento - Semanário Regional do Algarve" para a "Fábrica da Sé Catedral de Faro".
Em 2001 a AACS renovou o alvará à Rádio Costa d'Oiro em 14 de Agosto.
Em 2009 a Rádio Costa d'Oiro viu a sua licença renovada por mais 10 anos em 19 de Maio, sendo titular a Fábrica da Sé Catedral de Faro.
Em finais de 2015, a Autoridade Nacional de Comunicações (ANACOM) aprovou a transmissão do direito de utilização de frequências da "Fábrica da Sé Catedral de Faro - Rádio Costa d'Oiro" para a titularidade da "FMEASY - Empresa de Radiodifusão e Informação, Lda", ficando pendente de decisão da Entidade Reguladora para a Comunicação Social (ERC).
Em 2019, a ANACOM aprovou a transmissão do direito de utilização de frequências da "FMEASY - Empresa de Radiodifusão e Informação, Lda" para a titularidade da Código Suplente, Lda. A Entidade Reguladora para a Comunicação Social (ERC) decidiu em conformidade.